# Adrià Carmona
Adrià Carmona Pérez (Igualada , 8 februari 1992) is een Spaans voetballer. Hij speelt als vleugelaanvaller bij AC Milan.

## Clubvoetbal
Carmona begon bij FC Barcelona in het Benjamín-elftal. In het seizoen 2007/2008 speelde hij voor de Juvenil B, waarmee de aanvaller kampioen werd. In 2008 kwam Carmona bij de Juvenil A, het hoogste jeugdelftal van FC Barcelona, waarmee hij in 2009 en 2010 de regionale groep van de División de Honor won. In 2009 werd ook de Copa de Campeones gewonnen. De aanvaller scoorde in de finale van de Copa de Campeones tegen Celta de Vigo. Bovendien speelde hij op 9 september 2008 in de Copa de Catalunya tegen UE Sant Andreu zijn eerste wedstrijd voor het eerste elftal van FC Barcelona. In augustus 2010 werd Carmona gecontracteerd door AC Milan.

## Nationaal elftal
In mei 2008 behoorde Carmona tot de Spaanse selectie die het Europees kampioenschap Onder-17 in Turkije won. In oktober 2009 werd hij met het Spaans elftal derde op het WK Onder-17. Carmona speelde vooral als invaller voor La Furía Roja op dit jeugdtoernooi. Alleen in de laatste groepswedstrijd tegen Malawi was hij basiswaarde. De aanvaller scoorde op het toernooi tegen Verenigde Arabische Emiraten en Malawi in de groepsfase en tegen Burkina Faso in de achtste finales.